# جام ملت‌های اروپا ۲۰۱۶
جام ملت‌های اروپا ۲۰۱۶ یا یورو ۲۰۱۶ پانزدهمین دوره مسابقات جام ملت‌های اروپا است که هر چهار سال یک بار برگزار می‌شود.
این مسابقات در تاریخ ۱۰ ژوئن ۲۰۱۶ آغاز شده و در ۱۰ ژوئیه ۲۰۱۶ به پایان می‌رسد. تیم اسپانیا مدافع دو دوره متوالی قهرمانی این مسابقات، در مرحله یک‌هشتم نهایی با باخت در برابر تیم ایتالیا از ادامه این رقابت‌ها بازماند.
برای اولین بار، این مسابقات با ۲۴ تیم برگزار می‌شود. پیش از این از سال ۱۹۹۶ مسابقات در قالب ۱۶ تیمی برگزار می‌شد. بر اساس قالب جدید مسابقات تیم‌ها در شش گروه چهار تیمی قرار می‌گیرند. از هر گروه دو تیم اول به همراه چهار تیم برتر رده سوم مرحله گروهی به مرحله حذفی صعود می‌کنند. مرحله حذفی این مسابقات با شانزده تیم برگزار می‌شود و به ترتیب با برگزاری تک مسابقه بین دو تیم تا مرحله فینال پیش می‌رود. در کل ۲۴ تیم در این مسابقات شرکت می‌کنند که ۲۳ تیم آن طی برگزاری مسابقات مقدماتی تعیین می‌گردند و تیم بیست و چهارم نیز میزبان مسابقات یعنی فرانسه است. از ۲۳ سهمیه انتخابی دور مقدماتی، ۱۹ تیم به صورت مستقیم انتخاب شده و ۴ تیم باقی‌مانده توسط مسابقات حذفی تعیین می‌گردند.
فرانسه در تاریخ ۲۸ مه ۲۰۰۹ در رقابت با دو کشور ایتالیا و ترکیه به عنوان میزبان انتخاب شدبوردو، لان، لیل، لیون، مارسی، نیس، پاریس، سنت دنیز، سن-اتین و تولوز این ده شهر به عنوان شهرهای میزبان این مسابقات از سوی فدراسیون فوتبال فرانسه انتخاب شد. این سومین میزبانی فرانسه برای مسابقات یورو می‌باشد. فرانسه در سال‌های ۱۹۶۰ و ۱۹۸۴ میزبان این مسابقات شد. تیم فرانسه دو بار در سال ۱۹۸۴ و ۲۰۰۰ قهرمان این مسابقات شد.
قهرمان این مسابقات حق شرکت در مسابقات جام کنفدراسیون‌ها ۲۰۱۷ در کشور روسیه را به دست می‌آورد.

## انتخاب میزبان
قبل از پایان مهلت ثبت نام میزبانی در ۹ مارس ۲۰۰۹ علاوه بر فرانسه، ترکیه و ایتالیا کشورهای نروژ و سوئد مشترکاً تقاضای میزبانی کرده بودند که در دسامبر ۲۰۰۹ پیشنهاد خود را پس گرفتند. در نهایت در رقابت نهایی بین فرانسه و ترکیه، فرانسه با ۷ رای در برابر ۶ رای ترکیه میزبانی را به دست آورد.
میزبان در تاریخ ۲۸ مه ۲۰۰۹ انتخاب شد.

### نتایج رای‌گیری
| کشور    | دور           | دور        |
| کشور    | دور ۱(امتیاز) | دور ۲(رای) |
| ------- | ------------- | ---------- |
| فرانسه  | ۴۳            | ۷          |
| ترکیه   | ۳۸            | ۶          |
| ایتالیا | ۲۳            | –          |
| مجموع   | ۱۰۴           | ۱۳         |

- دور ۱:هر یک از سیزده نفر از اعضای کمیته اجرایی یوفا به سه کشور درخواست‌کننده میزبانی با امتیاز دادن رتبه‌بندی کرد. رتبه اول ۵ امتیاز و رتبه دوم ۲ امتیاز و رتبه سوم ۱ امتیاز.
- دور ۲:هر کدام از سیزده نفر به دو کشور نهایی رای دادند.

## مقدماتی
قرعه کشی مرحله مقدماتی در نیس واقع در فرانسه و در تاریخ ۲۳ فوریه ۲۰۱۴ انجام شد. اولین بازی این مسابقات مقدماتی در سپتامبر ۲۰۱۴ برگزار شد.
مقدماتی این مسابقات با حضور ۵۳ تیم برگزار شد. این ۵۳ تیم برای کسب ۲۳ سهمیه به رقابت پرداختند. ۵۳ تیم در هشت گروه شش تیمی و یک گروه پنج تیم قرار می‌گیرند. تیم اول هر گروه و تیم نایب قهرمان هر گروه به‌علاوه تیم برتر سوم مرحله گروهی به‌طور مستقیم به این مسابقات صعود می‌کنند. هشت باقی‌مانده که همه رده‌های سوم را در اختیار دارند برای صعود باید بازی‌های حذفی برگزار کنند. همچنین آقای گل مسابقات مقدماتی یورو به صورت مشترک زلاتان ابراهیموویچ و روبرت لواندوفسکی با ۱۳ گل شدند.

### تیم‌های انتخاب‌شده
تیم فرانسه به عنوان میزبان صعود کرده بود. ۱۹ سهمیهٔ دیگر با انجام رقابت‌های مرحلهٔ گروهی در مقدماتی و ۴ سهمیهٔ دیگر با انجام بازی‌های حذفی پر خواهند شد.
| تیم           | نحوهٔ صعود      | تاریخ صعود     | حضورها۱                                                     |
| ------------- | -------------- | -------------- | ----------------------------------------------------------- |
| فرانسه        | میزبان         | ۲۸ مه ۲۰۱۰     | ۸ (۱۹۶۰ ۱۹۸۴ ۱۹۹۲ ۱۹۹۶ ۲۰۰۰ ۲۰۰۴ ۲۰۰۸ ۲۰۱۲)                 |
| انگلیس        | اول گروه E     | ۵ سپتامبر ۲۰۱۵ | ۸ (۱۹۶۸ ۱۹۸۰ ۱۹۸۸ ۱۹۹۲ ۱۹۹۶ ۲۰۰۰ ۲۰۰۴ ۲۰۱۲)                 |
| جمهوری چک۲    | اول گروه A     | ۶ سپتامبر ۲۰۱۵ | ۸ (۱۹۶۰ ۱۹۷۶ ۱۹۸۰ ۱۹۹۶ ۲۰۰۰ ۲۰۰۴ ۲۰۰۸ ۲۰۱۲)                 |
| ایسلند        | دوم گروه A     | ۶ سپتامبر ۲۰۱۵ | ۰ (اولین بار)                                               |
| اتریش         | اول گروه G     | ۸ سپتامبر ۲۰۱۵ | ۱ (۲۰۰۸)                                                    |
| ایرلند شمالی  | اول گروه F     | ۸ اکتبر ۲۰۱۵   | ۰ (اولین بار)                                               |
| پرتغال        | اول گروه l     | ۸ اکتبر ۲۰۱۵   | ۶ (۱۹۸۴ ۱۹۹۶ ۲۰۰۰ ۲۰۰۴ ۲۰۰۸ ۲۰۱۲)                           |
| اسپانیا       | اول گروه C     | ۹ اکتبر ۲۰۱۵   | ۹ (۱۹۶۴ ۱۹۸۰ ۱۹۸۴ ۱۹۸۸ ۱۹۹۶ ۲۰۰۰ ۲۰۰۴ ۲۰۰۸ ۲۰۱۲)            |
| سوئیس         | دوم گروه E     | ۹ اکتبر ۲۰۱۵   | ۳ (۱۹۹۶ ۲۰۰۴ ۲۰۰۸)                                          |
| ایتالیا       | اول گروه H     | ۱۰ اکتبر ۲۰۱۵  | ۸ (۱۹۶۸ ۱۹۸۰ ۱۹۸۸ ۱۹۹۶ ۲۰۰۰ ۲۰۰۴ ۲۰۰۸ ۲۰۱۲)                 |
| بلژیک         | اول گروه B     | ۱۰ اکتبر ۲۰۱۵  | ۴ (۱۹۷۲ ۱۹۸۰ ۱۹۸۴ ۲۰۰۰)                                     |
| ولز           | دوم گروه B     | ۱۰ اکتبر ۲۰۱۵  | ۰ (اولین بار)                                               |
| رومانی        | دوم گروه F     | ۱۱ اکتبر ۲۰۱۵  | ۴ (۱۹۸۴ ۱۹۹۶ ۲۰۰۰ ۲۰۰۸)                                     |
| آلبانی        | دوم گروه l     | ۱۱ اکتبر ۲۰۱۵  | ۰ (اولین بار)                                               |
| آلمان۳        | اول گروه D     | ۱۱ اکتبر ۲۰۱۵  | ۱۱ (۱۹۷۲ ۱۹۷۶ ۱۹۸۰ ۱۹۸۴ ۱۹۸۸ ۱۹۹۲ ۱۹۹۶ ۲۰۰۰ ۲۰۰۴ ۲۰۰۸ ۲۰۱۲) |
| لهستان        | دوم گروه D     | ۱۱ اکتبر ۲۰۱۵  | ۲ (۲۰۰۸ ۲۰۱۲)                                               |
| روسیه۴        | دوم گروه G     | ۱۲ اکتبر ۲۰۱۵  | ۱۰ (۱۹۶۰ ۱۹۶۴ ۱۹۶۸۱۹۷۲ ۱۹۸۸ ۱۹۹۲ ۱۹۹۶ ۲۰۰۴ ۲۰۰۸ ۲۰۱۲)       |
| اسلواکی       | دوم گروه C     | ۱۲ اکتبر ۲۰۱۵  | ۰ (اولین)                                                   |
| کرواسی        | دوم گروه H     | ۱۳ اکتبر ۲۰۱۵  | ۴ (۱۹۹۶ ۲۰۰۴ ۲۰۰۸ ۲۰۱۲)                                     |
| ترکیه         | بهترین تیم سوم | ۱۳ اکتبر ۲۰۱۵  | ۳ (۱۹۹۶ ۲۰۰۰ ۲۰۰۸)                                          |
| مجارستان      | برندهٔ پلی آف   | ۱۵ نوامبر ۲۰۱۵ | ۲ (۱۹۶۴ ۱۹۷۲)                                               |
| جمهوری ایرلند | برندهٔ پلی آف   | ۱۶ نوامبر ۲۰۱۵ | ۲ (۱۹۸۸ ۲۰۱۲)                                               |
| سوئد          | برندهٔ پلی آف   | ۱۷ نوامبر ۲۰۱۵ | ۵ (۱۹۹۲ ۲۰۰۰ ۲۰۰۴ ۲۰۰۸ ۲۰۱۲)                                |
| اوکراین       | برندهٔ پلی آف   | ۱۷ نوامبر ۲۰۱۵ | ۱ (۲۰۱۲)                                                    |

۱ پررنگ بودن به معنای قهرمانی در آن سال و مورب بودن به معنای میزبانی در آن سال. 
۲ از سال ۱۹۶۰ تا سال ۱۹۹۲، جمهوری چک با نام چکسلواکی به رقابت می‌پرداخت.
۳ از سال ۱۹۶۰ تا سال ۱۹۸۸، کشور آلمان با نام آلمان غربی به رقابت می‌پرداخت.
۴ از سال ۱۹۶۰ تا سال ۱۹۸۸، کشور روسیه با نام شوروی به رقابت می‌پرداخت.

## سید بندی
قرعه کشی مسابقات در پاله دو کنگره دو لا پورته مایو٬پاریس در تاریخ ۲۱ آذر ۱۳۹۴ و در ساعت ۱۸:۰۰ به وقت محلی برگزار می‌شود. ۲۴ تیم انتخاب شده در شش گروه چهار تیمی قرار می‌گیرند٬تیم فرانسه که میزبان است به‌طور خودکار در موقعیت A1 قرار می‌گیرد.
| تیم      | ضریب   | رتبه |
| -------- | ------ | ---- |
| اسپانیا۶ | ۳۷٬۹۶۲ | ۲    |
| آلمان    | ۴۰٬۲۳۶ | ۱    |
| انگلستان | ۳۵٬۹۶۳ | ۳    |
| پرتغال   | ۳۵٬۱۳۸ | ۴    |
| بلژیک    | ۳۴٬۴۴۲ | ۵    |

| تیم     | ضریب   | رتبه |
| ------- | ------ | ---- |
| ایتالیا | ۳۴٬۳۴۵ | ۶    |
| روسیه   | ۳۱٬۳۴۵ | ۹    |
| سوئیس   | ۳۱٬۲۵۴ | ۱۰   |
| اتریش   | ۳۰٬۹۳۲ | ۱۱   |
| کرواسی  | ۳۰٬۶۴۲ | ۱۲   |
| اوکراین | ۳۰٬۳۱۳ | ۱۴   |

| تیم      | ضریب   | رتبه |
| -------- | ------ | ---- |
| چک       | ۲۹٬۴۰۳ | ۱۵   |
| سوئد     | ۲۹٬۰۲۸ | ۱۶   |
| لهستان   | ۲۸٬۳۰۶ | ۱۷   |
| رومانی   | ۲۸٬۰۳۸ | ۱۸   |
| اسلواکی  | ۲۷٬۱۷۱ | ۱۹   |
| مجارستان | ۲۷٬۱۴۲ | ۲۰   |

| تیم           | ضریب   | رتبه |
| ------------- | ------ | ---- |
| ترکیه         | ۲۷٬۰۳۳ | ۲۲   |
| جمهوری ایرلند | ۲۶٬۹۰۲ | ۲۳   |
| ایسلند        | ۲۵٬۳۸۸ | ۲۷   |
| ولز           | ۲۴٬۵۳۱ | ۲۸   |
| آلبانی        | ۲۳٬۲۱۶ | ۳۱   |
| ایرلند شمالی  | ۲۲٬۹۶۱ | ۳۳   |

۵ تیم میزبان فرانسه (باضریب:۳۳٫۵۹۹ و رتبه هشتم در رنکینگ یوفا) به‌طور خودکار در موقعیت A1 قرار می‌گیرد. 
۶ مدافع عنوان قهرمانی اسپانیا (باضریب:۳۷٫۹۶۲ و رتبه دوم در رنکینگ یوفا) به‌طور خودکار در گلدان یک قرار می‌گیرد.

## گروه‌بندی
| جایگاه | تیم    |
| ------ | ------ |
| A1     | فرانسه |
| A2     | رومانی |
| A3     | آلبانی |
| A4     | سوئیس  |

| جایگاه | تیم      |
| ------ | -------- |
| B1     | انگلستان |
| B2     | روسیه    |
| B3     | ولز      |
| B4     | اسلواکی  |

| جایگاه | تیم          |
| ------ | ------------ |
| C1     | آلمان        |
| C2     | اوکراین      |
| C3     | لهستان       |
| C4     | ایرلند شمالی |

| جایگاه | تیم     |
| ------ | ------- |
| D1     | اسپانیا |
| D2     | چک      |
| D3     | ترکیه   |
| D4     | کرواسی  |

| جایگاه | تیم           |
| ------ | ------------- |
| E1     | بلژیک         |
| E2     | ایتالیا       |
| E3     | جمهوری ایرلند |
| E4     | سوئد          |

| جایگاه | تیم      |
| ------ | -------- |
| F1     | پرتغال   |
| F2     | ایسلند   |
| F3     | اتریش    |
| F4     | مجارستان |

## ورزشگاه‌ها
در ابتدا٬کشور فرانسه در تاریخ ۲۸ مه ۲۰۱۰ دوازده ورزشگاه را پیشنهاد دادو در نهایت فدراسیون فوتبال فرانسه ده ورزشگاه را انتخاب کرد
| سن-دنی ۲ ۵                                                  | مارسی ۱ ۲ ۳ ۴                                                                           | لیون ۱ ۲ ۴ ۵                                                          | لیل                                                         |
| ----------------------------------------------------------- | --------------------------------------------------------------------------------------- | --------------------------------------------------------------------- | ----------------------------------------------------------- |
| ورزشگاه استاد دو فرانس                                      | ورزشگاه ولودروم                                                                         | ورزشگاه لومیرز                                                        | ورزشگاه پیر مائوروی                                         |
| ۴۸°۵۵′۲۸″ شمالی ۲°۲۱′۳۶″ شرقی / ۴۸٫۹۲۴۴۴°شمالی ۲٫۳۶۰۰۰°شرقی | ۴۳°۱۶′۱۱″ شمالی ۵°۲۳′۴۵″ شرقی / ۴۳٫۲۶۹۷۲°شمالی ۵٫۳۹۵۸۳°شرقی                             | ۴۵°۴۵′۵۶″ شمالی ۴°۵۸′۵۲″ شرقی / ۴۵٫۷۶۵۵۶°شمالی ۴٫۹۸۱۱۱°شرقی           | ۵۰°۳۶′۴۳″ شمالی ۳°۰۷′۵۰″ شرقی / ۵۰٫۶۱۱۹۴°شمالی ۳٫۱۳۰۵۶°شرقی |
| ظرفیت: ۸۱٬۳۳۸                                               | ظرفیت: ۶۷٬۵۰۰ (بازسازی)                                                                 | ظرفیت: ۵۸٬۲۱۵ (ورزشگاه جدید)                                          | ظرفیت: ۵۰٬۱۸۶ (ورزشگاه جدید)                                |
|                                                             |                                                                                         |                                                                       |                                                             |
|                                                             | سن-دنیپاریسلان، پدو کلهلیونبوردولیلسن-اتینتولوزمارسینیسجام ملت‌های اروپا ۲۰۱۶ (فرانسه) · |                                                                       |                                                             |
| پاریس ۱ ۲ ۳ ۴                                               | بوردو ۱ ۲                                                                               |                                                                       |                                                             |
| ورزشگاه پارک ده پرنس                                        | ورزشگاه نیو بوردو                                                                       |                                                                       |                                                             |
| ۴۸°۵۰′۲۹″ شمالی ۲°۱۵′۱۱″ شرقی / ۴۸٫۸۴۱۳۹°شمالی ۲٫۲۵۳۰۶°شرقی | ۴۴°۵۳′۵۰″ شمالی ۰°۳۳′۴۳″ غربی / ۴۴٫۸۹۷۲۲°شمالی ۰٫۵۶۱۹۴°غربی                             |                                                                       |                                                             |
| ظرفیت: ۴۷٬۰۰۰ (بازسازی)                                     | ظرفیت: ۴۲٬۰۵۲ (ورزشگاه جدید)                                                            |                                                                       |                                                             |
|                                                             |                                                                                         |                                                                       |                                                             |
|                                                             |                                                                                         |                                                                       |                                                             |
| سن-اتین ۲ ۴ ۵                                               | نیس                                                                                     | لان، پدو کله ۲ ۴                                                      | تولوز ۱ ۲                                                   |
| ورزشگاه جئوفروی گویچارد                                     | ورزشگاه آلیانز ریویرا                                                                   | ورزشگاه بولارت دللیس                                                  | ورزشگاه مونیسیپال                                           |
| ۴۵°۲۷′۳۹″ شمالی ۴°۲۳′۲۴″ شرقی / ۴۵٫۴۶۰۸۳°شمالی ۴٫۳۹۰۰۰°شرقی | ۴۳°۴۲′۲۵″ شمالی ۷°۱۱′۴۰″ شرقی / ۴۳٫۷۰۶۹۴°شمالی ۷٫۱۹۴۴۴°شرقی                             | ۵۰°۲۵′۵۸٫۲۶″ شمالی ۲°۴۸′۵۳٫۴۷″ شرقی / ۵۰٫۴۳۲۸۵۰۰°شمالی ۲٫۸۱۴۸۵۲۸°شرقی | ۴۳°۳۴′۵۹″ شمالی ۱°۲۶′۳″ شرقی / ۴۳٫۵۸۳۰۶°شمالی ۱٫۴۳۴۱۷°شرقی  |
| ظرفیت: ۴۱٬۹۶۵ (بازسازی)                                     | ظرفیت: ۳۵٬۶۲۴ (ورزشگاه جدید)                                                            | ظرفیت: ۳۸٬۲۲۳ (بازسازی)                                               | ظرفیت: ۳۳٬۳۰۰ (بازسازی)                                     |
|                                                             |                                                                                         |                                                                       |                                                             |

^  – میزبانی مسابقات جام جهانی ۱۹۳۸
^  – میزبانی مسابقات جام جهانی ۱۹۹۸
^  – میزبانی مسابقات جام ملت‌های اروپا ۱۹۶۰
^  – میزبانی مسابقات جام ملت‌های اروپا ۱۹۸۴
^  – میزبانی مسابقات جام کنفدراسیون‌ها ۲۰۰۳
^  – همه ظرفیت تقریبی هستند

## فرمت مسابقات
این مسابقات به جای ۱۶ تیم با ۲۴ برگزار می‌شود به‌طوری‌که دو گروه و یک دور به مرحله حذفی اضافه شد. این مسابقات در شش گروه چهار تیمی برگزار خواهد شد و تیم‌های اول و دوم هر گروه به مرحله حذفی صعود خواهند کرد همچنین ۴ تیم از ۶ تیم سوم که نتایج بهتری کسب کرده باشند به ۱۲ تیم صعود کرده خواهند پیوست.
مسابقات یورو ۲۰۱۶ با انجام ۵۱ بازی در مقایسه با ۳۱ بازی دوره‌های ۱۶ تیمی پیگیری می‌شود.

### امتیازهای مساوی
در صورتی که براساس امتیازهای کسب شده در هر بازی (برد ۳ امتیاز، تساوی ۱ امتیاز و باخت ۰ امتیاز) چند تیم در یک گروه امتیاز مساوی داشته باشند به ترتیب ضوابط زیر تصمیم‌گیری خواهند شد:
1. امتیازات بدست آمده در بازی‌های بین تیم‌های هم امتیاز؛
2. تفاضل گل در بازی‌های بین تیم‌های هم امتیاز؛
3. تعداد گل زده در بازی‌های تیم‌های هم امتیاز؛
4. اگر بندهای بالا باعث جدا شدن و برتری تیمی از گروه تیمهای هم امتیاز شد و همچنان دو یا سه تیم دیگر هم امتیاز بودند بندهای بالا از دوباره برای تیمهای هم امتیاز باقی‌مانده اثر داده خواهد شد تا بلکه دوباره تیمی با استفاده از سه بند بالا از بقیه هم امتیازها برتری پیدا کنند اما چنانچه بندهای یک تا سه نتوانستند تیم برتر را مشخص کنند بندهای پایین تعیین‌کننده خواهند بود؛
5. تفاضل حاصل از همه مسابقات گروه؛
6. تعداد گل زده حاصل از همه مسابقات گروه؛
7. اگر باوجود اعمال بندهای یک تا شش فقط دو تیم شرایط مساوی داشته باشند، و اگر بازی آخر هر دو در مرحله گروهی مقابل هم بود، دو تیم بعد از بازی پنالتی خواهند زد.
8. پیروی از بازی جوانمردانه: به ازای هر کارت زرد یک امتیاز و به ازای هر کارت قرمز مستقیم یا غیر مستقیم سه امتیاز. تیم با امتیاز کمتر بالا خواهد رفت.
9. جدول رنکینگ (رده‌بندی) یوفا، تیم بالاتر بالا خواهد رفت.

(منبع: ویکی‌پدیای انگلیسی)
شرایط انتخاب چهار تیم برتر سوم مرحله گروهی:
1. تعداد امتیاز بیشتر؛
2. تفاضل گل بیشتر؛
3. تعداد گل زده
4. پیروی از بازی جوانمردانه (مثل بند هشت بالا)
5. جدول رده‌بندی تیمها در یوفا (مثل بند شماره نه بالا)

(منبع: ویکی‌پدیای انگلیسی)

## ترکیب تیم‌ها
هر تیم باید نام ۲۳ بازیکن را تا ۳۱ مه ۲۰۱۶ اعلام کند. در صورت بیماری یا آسیب‌دیدگی یک بازیکن می‌توان آن را جایگزین کرد.

## تیم منتخب جام
تیم منتخب جام به شرح زیر است
| پست       | بازیکن                                    |
| دروازه‌بان | روی پاتریسیو                              |
| مدافعان   | جاشوا کیمیچ جرمی بوآتنگ پپه رافائل گوئررو |
| هافبک‌ها   | جو آلن تونی کروس آرون رمزی دیمیتری پایت   |
| مهاجمان   | آنتوان گریزمان کریستیانو رونالدو          |

## مرحله گروهی
یوفا برنامه مسابقات یورو را در تاریخ ۲۵ آوریل ۲۰۱۴ اعلام کرد.
رده اول و دوم صعود و سه تیم برتر به مرحله حذفی صعود می‌کنند.

### گروه A
| رتبه | تیم و  | بازی | ب | م | با | گ‌ز | گ‌خ | ت‌گ | امتیاز | صلاحیت             |
| ---- | ------ | ---- | - | - | -- | -- | -- | -- | ------ | ------------------ |
| ۱    | فرانسه | ۳    | ۲ | ۱ | ۰  | ۴  | ۱  | ۳+ | ۷      | صعود به مرحله حذفی |
| ۲    | سوئیس  | ۳    | ۱ | ۲ | ۰  | ۲  | ۱  | ۱+ | ۵      | صعود به مرحله حذفی |
| ۳    | آلبانی | ۳    | ۱ | ۰ | ۲  | ۱  | ۳  | ۲- | ۳      |                    |
| ۴    | رومانی | ۳    | ۰ | ۱ | ۲  | ۲  | ۴  | ۲- | ۱      |                    |

اولین مسابقه در تاریخ ۲۱ خرداد ۱۳۹۵ برگزار میشود.
فرمت مسابقات

| فرانسه              | ۲–۱   | رومانی               |
| ------------------- | ----- | -------------------- |
| ۵۷' ژیرو · ۸۹' پایت | گزارش | ۶۵' (پنالتی) استانچو |

| آلبانی | ۰–۱   | سوئیس  |
| ------ | ----- | ------ |
|        | گزارش | ۵' شار |

| رومانی               | ۱–۱   | سوئیس     |
| -------------------- | ----- | --------- |
| ۱۸' (پنالتی) استانچو | گزارش | ۵۷' مهمدی |

| فرانسه                  | ۲–۰   | آلبانی |
| ----------------------- | ----- | ------ |
| ۹۰' گریزمن · ۹۰+۶' پایت | گزارش |        |

| سوئیس | ۰–۰   | فرانسه |
| ----- | ----- | ------ |
|       | گزارش |        |

| رومانی | ۰–۱   | آلبانی     |
| ------ | ----- | ---------- |
|        | گزارش | ۴۳' سادیکو |

### گروه B
| رتبه | تیم و    | بازی | ب | م | با | گ‌ز | گ‌خ | ت‌گ | امتیاز | صلاحیت             |
| ---- | -------- | ---- | - | - | -- | -- | -- | -- | ------ | ------------------ |
| ۱    | ولز      | ۳    | ۲ | ۰ | ۱  | ۶  | ۳  | ۳+ | ۶      | صعود به مرحله حذفی |
| ۲    | انگلستان | ۳    | ۱ | ۲ | ۰  | ۳  | ۲  | ۱+ | ۵      | صعود به مرحله حذفی |
| ۳    | اسلواکی  | ۳    | ۱ | ۱ | ۱  | ۳  | ۳  | ۰  | ۴      | صعود به مرحله حذفی |
| ۴    | روسیه    | ۳    | ۰ | ۱ | ۲  | ۲  | ۶  | ۴- | ۱      |                    |

اولین مسابقه در تاریخ ۲۲ خرداد ۱۳۹۵ برگزار میشود.
فرمت مسابقات

| ولز                       | ۲–۱   | اسلواکی  |
| ------------------------- | ----- | -------- |
| ۱۰' بیل · ۸۱' رابسون-کانو | گزارش | ۶۱' دودا |

| انگلستان | ۱–۱   | روسیه             |
| -------- | ----- | ----------------- |
| ۷۳' دایر | گزارش | ۹۰+۲' و. برزوتسکی |

| روسیه        | ۱–۲   | اسلواکی              |
| ------------ | ----- | -------------------- |
| ۸۰' گلوشاکوف | گزارش | ۳۲' وایس · ۴۵' همشیک |

| انگلستان                  | ۲–۱   | ولز     |
| ------------------------- | ----- | ------- |
| ۵۶' واردی · ۹۰+۲' استوریج | گزارش | ۴۲' بیل |

| اسلواکی | ۰–۰   | انگلستان |
| ------- | ----- | -------- |
|         | گزارش |          |

| روسیه | ۰–۳   | ولز                            |
| ----- | ----- | ------------------------------ |
|       | گزارش | ۱۱' رمزی · ۲۰' تیلور · ۶۷' بیل |

### گروه C
| رتبه | تیم و        | بازی | ب | م | با | گ‌ز | گ‌خ | ت‌گ | امتیاز | صلاحیت             |
| ---- | ------------ | ---- | - | - | -- | -- | -- | -- | ------ | ------------------ |
| ۱    | آلمان        | ۳    | ۲ | ۱ | ۰  | ۳  | ۰  | ۳+ | ۷      | صعود به مرحله حذفی |
| ۲    | لهستان       | ۳    | ۲ | ۱ | ۰  | ۲  | ۰  | ۲+ | ۷      | صعود به مرحله حذفی |
| ۳    | ایرلند شمالی | ۳    | ۱ | ۰ | ۲  | ۲  | ۲  | ۰  | ۳      | صعود به مرحله حذفی |
| ۴    | اوکراین      | ۳    | ۰ | ۰ | ۳  | ۰  | ۵  | ۵- | ۰      |                    |

اولین مسابقه در تاریخ ۲۳ خرداد ۱۳۹۵ برگزار میشود.
فرمت مسابقات

| لهستان    | ۱–۰   | ایرلند شمالی |
| --------- | ----- | ------------ |
| ۵۱' میلیک | گزارش |              |

| آلمان                         | ۲–۰   | اوکراین |
| ----------------------------- | ----- | ------- |
| ۱۹' مصطفی · ۹۰+۲' شواینشتایگر | گزارش |         |

| اوکراین | ۰–۲   | ایرلند شمالی              |
| ------- | ----- | ------------------------- |
|         | گزارش | ۴۹' مک‌آئولی · ۹۰+۶' مک‌گین |

| آلمان | ۰–۰   | لهستان |
| ----- | ----- | ------ |
|       | گزارش |        |

| ایرلند شمالی | ۰–۱   | آلمان    |
| ------------ | ----- | -------- |
|              | گزارش | ۳۰' گومز |

| اوکراین | ۰–۱   | لهستان          |
| ------- | ----- | --------------- |
|         | گزارش | ۵۴' بلاژی‌کوفسکی |

### گروه D
| رتبه | تیم و   | بازی | ب | م | با | گ‌ز | گ‌خ | ت‌گ | امتیاز | صلاحیت             |
| ---- | ------- | ---- | - | - | -- | -- | -- | -- | ------ | ------------------ |
| ۱    | کرواسی  | ۳    | ۲ | ۱ | ۰  | ۵  | ۳  | ۲+ | ۷      | صعود به مرحله حذفی |
| ۲    | اسپانیا | ۳    | ۲ | ۰ | ۱  | ۵  | ۲  | ۳+ | ۶      | صعود به مرحله حذفی |
| ۳    | ترکیه   | ۳    | ۱ | ۰ | ۲  | ۲  | ۴  | ۲- | ۳      |                    |
| ۴    | چک      | ۳    | ۰ | ۱ | ۲  | ۲  | ۵  | ۳- | ۱      |                    |

اولین مسابقه در تاریخ ۲۳ خرداد ۱۳۹۵ برگزار میشود.
فرمت مسابقات

| ترکیه | ۰–۱    | کرواسی     |
| ----- | ------ | ---------- |
|       | Report | مودریچ ۴۱' |

| اسپانیا  | ۱–۰   | چک |
| -------- | ----- | -- |
| پیکه ۸۷' | گزارش |    |

| چک                        | ۲–۲   | کرواسی                   |
| ------------------------- | ----- | ------------------------ |
| اسکودا ۷۶' · نسید ۸۹' (پ) | گزارش | پریشیچ ۳۷' · راکیتیچ ۵۹' |

| اسپانیا                      | ۳–۰   | ترکیه |
| ---------------------------- | ----- | ----- |
| موراتا ۳۴'، ۴۸' · نولیتو ۳۷' | گزارش |       |

| کرواسی                   | ۲–۱   | اسپانیا   |
| ------------------------ | ----- | --------- |
| کالینیچ ۴۵' · پریشیچ ۸۷' | گزارش | ۷' موراتا |

| چک | ۰–۲   | ترکیه                  |
| -- | ----- | ---------------------- |
|    | گزارش | ییلماز ۱۰' · توفان ۶۵' |

### گروه E
| رتبه | تیم و         | بازی | ب | م | با | گ‌ز | گ‌خ | ت‌گ | امتیاز | صلاحیت             |
| ---- | ------------- | ---- | - | - | -- | -- | -- | -- | ------ | ------------------ |
| ۱    | ایتالیا       | ۳    | ۲ | ۰ | ۱  | ۳  | ۱  | ۲+ | ۶      | صعود به مرحله حذفی |
| ۲    | بلژیک         | ۳    | ۲ | ۰ | ۱  | ۴  | ۲  | ۲+ | ۶      | صعود به مرحله حذفی |
| ۳    | جمهوری ایرلند | ۳    | ۱ | ۱ | ۱  | ۲  | ۴  | ۲- | ۴      | صعود به مرحله حذفی |
| ۴    | سوئد          | ۳    | ۰ | ۱ | ۲  | ۱  | ۳  | ۲- | ۱      |                    |

اولین مسابقه در تاریخ ۲۴ خرداد ۱۳۹۵ برگزار میشود.
فرمت مسابقات

| جمهوری ایرلند | ۱–۱   | سوئد                 |
| ------------- | ----- | -------------------- |
| هولاهان ۴۸'   | گزارش | ۷۱' (گل بخودی) کلارک |

| بلژیک | ۰–۲   | ایتالیا                 |
| ----- | ----- | ----------------------- |
|       | گزارش | ۳۲' جاکرینی · ۹۰+۳' پله |

| ایتالیا | ۱–۰   | سوئد |
| ------- | ----- | ---- |
| ادر ۸۸' | گزارش |      |

| بلژیک                          | ۳–۰   | جمهوری ایرلند |
| ------------------------------ | ----- | ------------- |
| ر. لوکاکو ۴۸'، ۷۰' · ویتسل ۶۱' | گزارش |               |

| سوئد | ۰–۱   | بلژیک         |
| ---- | ----- | ------------- |
|      | گزارش | ۸۴' ناینگولان |

| ایتالیا | ۰–۱   | جمهوری ایرلند |
| ------- | ----- | ------------- |
|         | گزارش | ۸۵' بردی      |

### گروه F
| رتبه | تیم و    | بازی | ب | م | با | گ‌ز | گ‌خ | ت‌گ | امتیاز | صلاحیت             |
| ---- | -------- | ---- | - | - | -- | -- | -- | -- | ------ | ------------------ |
| ۱    | مجارستان | ۳    | ۱ | ۲ | ۰  | ۶  | ۴  | ۲+ | ۵      | صعود به مرحله حذفی |
| ۲    | ایسلند   | ۳    | ۱ | ۲ | ۰  | ۴  | ۳  | ۱+ | ۵      | صعود به مرحله حذفی |
| ۳    | پرتغال   | ۳    | ۰ | ۳ | ۰  | ۴  | ۴  | ۰  | ۳      | صعود به مرحله حذفی |
| ۴    | اتریش    | ۳    | ۰ | ۱ | ۲  | ۱  | ۴  | ۳- | ۱      |                    |

اولین مسابقه در تاریخ ۲۵ خرداد ۱۳۹۵ برگزار میشود.
فرمت مسابقات

| اتریش | ۰–۲   | مجارستان               |
| ----- | ----- | ---------------------- |
|       | گزارش | سالای ۶۲' · استیبر ۸۷' |

| پرتغال   | ۱–۱   | ایسلند        |
| -------- | ----- | ------------- |
| نانی ۳۱' | گزارش | بیارانسون ۵۰' |

| ایسلند              | ۱–۱   | مجارستان                 |
| ------------------- | ----- | ------------------------ |
| گ. سیگردسون ۴۰' (پ) | گزارش | سایوارسون ۸۸' (گل بخودی) |

| پرتغال | ۰–۰   | اتریش |
| ------ | ----- | ----- |
|        | گزارش |       |

| ایسلند                         | ۲–۱   | اتریش    |
| ------------------------------ | ----- | -------- |
| بودوارسن ۱۸' · تریستاسون ۴+۹۰' | گزارش | ۶۰' شوپف |

| مجارستان                 | ۳–۳   | پرتغال                      |
| ------------------------ | ----- | --------------------------- |
| گرا ۱۹' · جوجاک ۴۷'، ۵۵' | گزارش | ۴۲' نانی · ۵۰'، ۶۲' رونالدو |

### رتبه‌بندی تیم‌های مقام سوم
| رتبه | گ | تیم          | بازی | ب | م | با | گ‌ز | گ‌خ | ت‌گ | امتیاز | صلاحیت             |
| ---- | - | ------------ | ---- | - | - | -- | -- | -- | -- | ------ | ------------------ |
| ۱    | B | اسلواکی      | ۳    | ۱ | ۱ | ۱  | ۳  | ۳  | ۰  | ۴      | صعود به مرحله حذفی |
| ۲    | E | ایرلند       | ۳    | ۱ | ۱ | ۱  | ۲  | ۲  | ۰  | ۴      | صعود به مرحله حذفی |
| ۳    | F | پرتغال       | ۳    | ۰ | ۳ | ۰  | ۴  | ۴  | ۰  | ۳      | صعود به مرحله حذفی |
| ۴    | C | ایرلند شمالی | ۳    | ۱ | ۰ | ۲  | ۲  | ۲  | ۰  | ۳      | صعود به مرحله حذفی |
| ۵    | D | ترکیه        | ۳    | ۱ | ۰ | ۲  | ۲  | ۴  | ۲- | ۳      |                    |
| ۶    | A | آلبانی       | ۳    | ۱ | ۰ | ۲  | ۱  | ۳  | ۲- | ۳      |                    |

اولین مسابقه در تاریخ ۱۰ ژوئن ۲۰۱۶ برگزار شد.
فرمت مسابقات

## مرحله حذفی
در مرحله حذفی، در صورت لزوم برای تعیین برنده از وقت اضافه و ضربات پنالتی استفاده می‌شود. بازی رده‌بندی در این مسابقات برگزار نمی‌شود؛ بنابراین عناوین سوم و چهارم به تیمی تعلق نخواهد گرفت.

### نمودار
|  | یک هشتم نهایی   | یک هشتم نهایی   |                 |      | یک چهارم نهایی | یک چهارم نهایی |  |  | نیمه نهایی | نیمه نهایی |  |  | فینال | فینال |
|  |                 |                 |                 |      |                |                |  |  |            |            |  |  |       |       |
|  | ۵ تیر - سن-اتین |                 |                 |      |                |                |  |  |            |            |  |  |       |       |
|  |                 |                 |                 |      |                |                |  |  |            |            |  |  |       |       |
|  | سوئیس           | ۱(۴)            |                 |      |                |                |  |  |            |            |  |  |       |       |
|  | سوئیس           | ۱(۴)            | ۱۰ تیر - مارسی  |      |                |                |  |  |            |            |  |  |       |       |
|  | لهستان          | ۱(۵)            |                 |      |                |                |  |  |            |            |  |  |       |       |
|  | لهستان          | ۱(۵)            | لهستان          | ۱(۳) |                |                |  |  |            |            |  |  |       |       |
|  | ۵ تیر - لان     |                 | لهستان          | ۱(۳) |                |                |  |  |            |            |  |  |       |       |
|  |                 | پرتغال          | ۱(۵)            |      |                |                |  |  |            |            |  |  |       |       |
|  | کرواسی          | پرتغال          | ۱(۵)            | ۰    |                |                |  |  |            |            |  |  |       |       |
|  | کرواسی          |                 | ۱۶ تیر - لیون   | ۰    |                |                |  |  |            |            |  |  |       |       |
|  | پرتغال          | ۱               |                 |      |                |                |  |  |            |            |  |  |       |       |
|  | پرتغال          | ۱               | پرتغال          | ۲    |                |                |  |  |            |            |  |  |       |       |
|  | ۵ تیر - پاریس   |                 | پرتغال          | ۲    |                |                |  |  |            |            |  |  |       |       |
|  |                 | ولز             | ۰               |      |                |                |  |  |            |            |  |  |       |       |
|  | ولز             | ولز             | ۰               | ۱    |                |                |  |  |            |            |  |  |       |       |
|  | ولز             | ۱۱ تیر - بوردو  |                 | ۱    |                |                |  |  |            |            |  |  |       |       |
|  | ایرلند شمالی    | ۰               |                 |      |                |                |  |  |            |            |  |  |       |       |
|  | ایرلند شمالی    | ۰               | ولز             | ۳    |                |                |  |  |            |            |  |  |       |       |
|  | ۶ تیر - تولوز   |                 | ولز             | ۳    |                |                |  |  |            |            |  |  |       |       |
|  |                 | بلژیک           | ۱               |      |                |                |  |  |            |            |  |  |       |       |
|  | مجارستان        | بلژیک           | ۱               | ۰    |                |                |  |  |            |            |  |  |       |       |
|  | مجارستان        |                 | ۲۰ تیر - سن-دنی | ۰    |                |                |  |  |            |            |  |  |       |       |
|  | بلژیک           | ۴               |                 |      |                |                |  |  |            |            |  |  |       |       |
|  | بلژیک           | ۴               | پرتغال          | ۱    |                |                |  |  |            |            |  |  |       |       |
|  | ۶ تیر - لیل     |                 | پرتغال          | ۱    |                |                |  |  |            |            |  |  |       |       |
|  |                 | فرانسه          | ۰               |      |                |                |  |  |            |            |  |  |       |       |
|  | آلمان           | فرانسه          | ۰               | ۳    |                |                |  |  |            |            |  |  |       |       |
|  | آلمان           | ۱۲ تیر - لیل    |                 | ۳    |                |                |  |  |            |            |  |  |       |       |
|  | اسلواکی         | ۰               |                 |      |                |                |  |  |            |            |  |  |       |       |
|  | اسلواکی         | ۰               | آلمان           | ۱(۶) |                |                |  |  |            |            |  |  |       |       |
|  | ۷ تیر - سن-دنی  |                 | آلمان           | ۱(۶) |                |                |  |  |            |            |  |  |       |       |
|  |                 | ایتالیا         | ۱(۵)            |      |                |                |  |  |            |            |  |  |       |       |
|  | ایتالیا         | ایتالیا         | ۱(۵)            | ۲    |                |                |  |  |            |            |  |  |       |       |
|  | ایتالیا         |                 | ۱۷ تیر - مارسی  | ۲    |                |                |  |  |            |            |  |  |       |       |
|  | اسپانیا         | ۰               |                 |      |                |                |  |  |            |            |  |  |       |       |
|  | اسپانیا         | ۰               | آلمان           | ۰    |                |                |  |  |            |            |  |  |       |       |
|  | ۶ تیر - لیون    |                 | آلمان           | ۰    |                |                |  |  |            |            |  |  |       |       |
|  |                 | فرانسه          | ۲               |      |                |                |  |  |            |            |  |  |       |       |
|  | فرانسه          | فرانسه          | ۲               | ۲    |                |                |  |  |            |            |  |  |       |       |
|  | فرانسه          | ۱۳ تیر - سن-دنی |                 | ۲    |                |                |  |  |            |            |  |  |       |       |
|  | جمهوری ایرلند   | ۱               |                 |      |                |                |  |  |            |            |  |  |       |       |
|  | جمهوری ایرلند   | ۱               | فرانسه          | ۵    |                |                |  |  |            |            |  |  |       |       |
|  | ۷ تیر - نیس     |                 | فرانسه          | ۵    |                |                |  |  |            |            |  |  |       |       |
|  |                 | ایسلند          | ۲               |      |                |                |  |  |            |            |  |  |       |       |
|  | انگلستان        | ایسلند          | ۲               | ۱    |                |                |  |  |            |            |  |  |       |       |
|  | انگلستان        |                 |                 | ۱    |                |                |  |  |            |            |  |  |       |       |
|  | ایسلند          | ۲               |                 |      |                |                |  |  |            |            |  |  |       |       |
|  | ایسلند          | ۲               |                 |      |                |                |  |  |            |            |  |  |       |       |

### یک‌هشتم نهایی
| ۵ تیر ۱۳۹۵ ۱۷:۳۰ | سوئیس     | ۱–۱ (و.ا.) | لهستان          | ورزشگاه جئوفروی گویچارد، سن-اتین تماشاگران: ۳۸٬۸۴۲ داور: مارک کلاتنبورگ (انگلستان) |
| ۵ تیر ۱۳۹۵ ۱۷:۳۰ | شقیری ۸۲' | گزارش      | ۳۹' بلاژی‌کوفسکی | ورزشگاه جئوفروی گویچارد، سن-اتین تماشاگران: ۳۸٬۸۴۲ داور: مارک کلاتنبورگ (انگلستان) |
| ۵ تیر ۱۳۹۵ ۱۷:۳۰ |           |            |                 | ورزشگاه جئوفروی گویچارد، سن-اتین تماشاگران: ۳۸٬۸۴۲ داور: مارک کلاتنبورگ (انگلستان) |

|                                           |     | پنالتی‌ها                                            |  |
| لیختشتاینر · ژاکا · شقیری · شار · رودریگز | ۴–۵ | لواندوفسکی · میلیک · گلیک · بلاژی‌کوفسکی · کریهوویاک |  |

| ۵ تیر ۱۳۹۵ ۲۰:۳۰ | ولز                    | ۱–۰   | ایرلند شمالی | ورزشگاه پارک ده پرنس، پاریس تماشاگران: ۴۴٬۳۴۲ داور: مارتین اتکینسون (انگلستان) |
| ۵ تیر ۱۳۹۵ ۲۰:۳۰ | مک‌آئولی ۷۵' (گل‌به‌خودی) | گزارش |              | ورزشگاه پارک ده پرنس، پاریس تماشاگران: ۴۴٬۳۴۲ داور: مارتین اتکینسون (انگلستان) |
| ۵ تیر ۱۳۹۵ ۲۰:۳۰ |                        |       |              | ورزشگاه پارک ده پرنس، پاریس تماشاگران: ۴۴٬۳۴۲ داور: مارتین اتکینسون (انگلستان) |

| ۵ تیر ۱۳۹۵ ۲۳:۳۰ | کرواسی | ۰–۱ (و.ا.) | پرتغال              | ورزشگاه بولارت دللیس، لان داور: کارلوس ولاسکو کاربایو (اسپانیا) |
| ۵ تیر ۱۳۹۵ ۲۳:۳۰ |        | گزارش      | ۱۱۷'ریکاردو کوارشما | ورزشگاه بولارت دللیس، لان داور: کارلوس ولاسکو کاربایو (اسپانیا) |
| ۵ تیر ۱۳۹۵ ۲۳:۳۰ |        |            |                     | ورزشگاه بولارت دللیس، لان داور: کارلوس ولاسکو کاربایو (اسپانیا) |

| ۶ تیر ۱۳۹۵ ۱۷:۳۰ | فرانسه          | ۲–۱   | جمهوری ایرلند | ورزشگاه لومیرز، لیون داور: نیکولا ریتزولی (ایتالیا) |
| ۶ تیر ۱۳۹۵ ۱۷:۳۰ | گریزمن ۵۸'، ۶۱' | گزارش | ۲'بردی        | ورزشگاه لومیرز، لیون داور: نیکولا ریتزولی (ایتالیا) |
| ۶ تیر ۱۳۹۵ ۱۷:۳۰ |                 |       |               | ورزشگاه لومیرز، لیون داور: نیکولا ریتزولی (ایتالیا) |

| ۶ تیر ۱۳۹۵ ۲۰:۳۰ | آلمان                              | ۳–۰   | اسلواکی | ورزشگاه پیر مائوروی، لیل تماشاگران: ۴۴٬۳۱۲ داور: شیمون مارسینیاک(لهستان) |
| ۶ تیر ۱۳۹۵ ۲۰:۳۰ | بواتنگ ۸' · گومز ۴۳' · دراکسلر ۶۳' | گزارش |         | ورزشگاه پیر مائوروی، لیل تماشاگران: ۴۴٬۳۱۲ داور: شیمون مارسینیاک(لهستان) |
| ۶ تیر ۱۳۹۵ ۲۰:۳۰ |                                    |       |         | ورزشگاه پیر مائوروی، لیل تماشاگران: ۴۴٬۳۱۲ داور: شیمون مارسینیاک(لهستان) |

| ۶ تیر ۱۳۹۵ ۲۳:۳۰ | مجارستان | ۰–۴   | بلژیک                                                   | ورزشگاه مونیسیپال، تولوز تماشاگران: ۲۸٬۹۲۱ داور: میلوراد ماژیچ(صربستان) |
| ۶ تیر ۱۳۹۵ ۲۳:۳۰ |          | گزارش | ۱۰' آلدروایرلد · ۷۸' باتشوایی · ۸۰' آزار · ۹۰+۱' کراسکو | ورزشگاه مونیسیپال، تولوز تماشاگران: ۲۸٬۹۲۱ داور: میلوراد ماژیچ(صربستان) |
| ۶ تیر ۱۳۹۵ ۲۳:۳۰ |          |       |                                                         | ورزشگاه مونیسیپال، تولوز تماشاگران: ۲۸٬۹۲۱ داور: میلوراد ماژیچ(صربستان) |

| ۷ تیر ۱۳۹۵ ۲۰:۳۰ | ایتالیا                 | ۲–۰   | اسپانیا | ورزشگاه استاد دو فرانس، سن-دنی تماشاگران: ۷۶٬۱۶۵ داور: جونیت چاکیر(ترکیه) |
| ۷ تیر ۱۳۹۵ ۲۰:۳۰ | کیه‌لینی ۳۳' · پله ۹۰+۱' | گزارش |         | ورزشگاه استاد دو فرانس، سن-دنی تماشاگران: ۷۶٬۱۶۵ داور: جونیت چاکیر(ترکیه) |
| ۷ تیر ۱۳۹۵ ۲۰:۳۰ |                         |       |         | ورزشگاه استاد دو فرانس، سن-دنی تماشاگران: ۷۶٬۱۶۵ داور: جونیت چاکیر(ترکیه) |

| ۷ تیر ۱۳۹۵ ۲۳:۳۰ | انگلستان         | ۱–۲   | ایسلند                         | ورزشگاه آلیانز ریویرا، نیس تماشاگران: ۳۳٬۹۰۱ داور: دامیر اسکومینا(اسلوونی) |
| ۷ تیر ۱۳۹۵ ۲۳:۳۰ | رونی ۴' (پنالتی) | گزارش | ر. سیگردسون ۶' · سیگپورسون ۱۸' | ورزشگاه آلیانز ریویرا، نیس تماشاگران: ۳۳٬۹۰۱ داور: دامیر اسکومینا(اسلوونی) |
| ۷ تیر ۱۳۹۵ ۲۳:۳۰ |                  |       |                                | ورزشگاه آلیانز ریویرا، نیس تماشاگران: ۳۳٬۹۰۱ داور: دامیر اسکومینا(اسلوونی) |

### یک چهارم نهایی
| ۱۰ تیر ۱۳۹۵ ۲۳:۳۰ | لهستان        | ۱–۱ (و.ا.) | پرتغال    | ورزشگاه ولودروم، مارسی تماشاگران: ۶۲٬۹۴۰ داور: فلیکس بریچ (آلمان) |
| ۱۰ تیر ۱۳۹۵ ۲۳:۳۰ | لواندوفسکی ۲' | گزارش      | ۳۳' سانچز | ورزشگاه ولودروم، مارسی تماشاگران: ۶۲٬۹۴۰ داور: فلیکس بریچ (آلمان) |
| ۱۰ تیر ۱۳۹۵ ۲۳:۳۰ |               |            |           | ورزشگاه ولودروم، مارسی تماشاگران: ۶۲٬۹۴۰ داور: فلیکس بریچ (آلمان) |

|                                         |     | پنالتی‌ها                                   |  |
| لواندوفسکی · میلیک · گلیک · بلاژی‌کوفسکی | ۳–۵ | رونالدو · سانچز · موتینیو · نانی · کوارشما |  |

| ۱۱ تیر ۱۳۹۵ ۲۳:۳۰ | ولز                                         | ۳–۱ | بلژیک         | ورزشگاه پیر مائوروی، لیل تماشاگران: ۴۵٬۹۳۶ داور: دامیر اسکومینا (اسلوونی) |
| ۱۱ تیر ۱۳۹۵ ۲۳:۳۰ | ا. ویلیامز ۳۱' · رابسون-کانو ۵۵' · ووکز ۸۶' |     | ۱۳' ناینگولان | ورزشگاه پیر مائوروی، لیل تماشاگران: ۴۵٬۹۳۶ داور: دامیر اسکومینا (اسلوونی) |
| ۱۱ تیر ۱۳۹۵ ۲۳:۳۰ |                                             |     |               | ورزشگاه پیر مائوروی، لیل تماشاگران: ۴۵٬۹۳۶ داور: دامیر اسکومینا (اسلوونی) |

| ۱۲ تیر ۱۳۹۵ ۲۳:۳۰ | آلمان     | ۱–۱ (و.ا.) | ایتالیا    | ورزشگاه نیو بردو، بوردو داور: ویکتور کازای |
| ۱۲ تیر ۱۳۹۵ ۲۳:۳۰ | اوزیل ۶۵' |            | ۷۸' بونوچی | ورزشگاه نیو بردو، بوردو داور: ویکتور کازای |
| ۱۲ تیر ۱۳۹۵ ۲۳:۳۰ |           |            |            | ورزشگاه نیو بردو، بوردو داور: ویکتور کازای |

|                                                                              |     | پنالتی‌ها                                                                       |  |
| کروس · مولر · اوزیل · دراکسلر · شواینشتایگر · هوملس · کیمیش · بواتنگ · هکتور | ۶–۵ | اینسینی · زازا · بارزالی · پله · بونوچی · جاکرینی · پارولو · د شیلیو · دارمیان |  |

| ۱۳ تیر ۱۳۹۵ ۲۳:۳۰ | فرانسه                                                   | ۵–۲ | ایسلند                           | ورزشگاه استاد دو فرانس، سن-دنی داور: بیورن کویپرس |
| ۱۳ تیر ۱۳۹۵ ۲۳:۳۰ | الیویه ژیرو ۱۲'، ۵۹' · پوگبا ۲۰' · پایت ۴۳' · گریزمن ۴۵' |     | ۵۶' سیگپورسون · ۸۴' ب. بیارناسون | ورزشگاه استاد دو فرانس، سن-دنی داور: بیورن کویپرس |
| ۱۳ تیر ۱۳۹۵ ۲۳:۳۰ |                                                          |     |                                  | ورزشگاه استاد دو فرانس، سن-دنی داور: بیورن کویپرس |

### نیمه نهایی
| ۱۶ تیر ۱۳۹۵ ۲۳:۳۰ | پرتغال                 | ۲–۰ | ولز | ورزشگاه لومیرز، لیون داور: یوناس اریکسون |
| ۱۶ تیر ۱۳۹۵ ۲۳:۳۰ | رونالدو ۵۰' · نانی ۵۳' |     |     | ورزشگاه لومیرز، لیون داور: یوناس اریکسون |
| ۱۶ تیر ۱۳۹۵ ۲۳:۳۰ |                        |     |     | ورزشگاه لومیرز، لیون داور: یوناس اریکسون |

| ۱۷ تیر ۱۳۹۵ ۲۳:۳۰ | آلمان | ۰–۲               | فرانسه | ورزشگاه ولودروم، مارسی داور: نیکولا ریتزولی |
| ۱۷ تیر ۱۳۹۵ ۲۳:۳۰ |       | ۲+۴۵', ۷۲' گریزمن |        | ورزشگاه ولودروم، مارسی داور: نیکولا ریتزولی |
| ۱۷ تیر ۱۳۹۵ ۲۳:۳۰ |       |                   |        | ورزشگاه ولودروم، مارسی داور: نیکولا ریتزولی |

### فینال
| ۲۰ تیر ۱۳۹۵ ۲۳:۳۰ | پرتغال   | ۱–۰ (و.ا.) | فرانسه | ورزشگاه استاد دو فرانس، ورزشگاه استاد دو فرانس داور: مارک کلاتنبورگ |
| ۲۰ تیر ۱۳۹۵ ۲۳:۳۰ | ادر ۱۰۹' |            |        | ورزشگاه استاد دو فرانس، ورزشگاه استاد دو فرانس داور: مارک کلاتنبورگ |
| ۲۰ تیر ۱۳۹۵ ۲۳:۳۰ |          |            |        | ورزشگاه استاد دو فرانس، ورزشگاه استاد دو فرانس داور: مارک کلاتنبورگ |

## رده‌بندی نهایی
| رتبه                           | تیم           | گ | بازی | ب | م | ب | گ‌ز | گ‌خ | ت‌گ | امتیاز |
| ------------------------------ | ------------- | - | ---- | - | - | - | -- | -- | -- | ------ |
| ۱                              | پرتغال        | F | ۷    | ۳ | ۴ | ۰ | ۹  | ۵  | ۴+ | ۱۳     |
| ۲                              | فرانسه        | A | ۷    | ۵ | ۱ | ۱ | ۱۳ | ۵  | ۸+ | ۱۶     |
| ۳                              | ولز           | B | ۶    | ۴ | ۰ | ۲ | ۱۰ | ۶  | ۴+ | ۱۲     |
| ۴                              | آلمان         | C | ۶    | ۳ | ۲ | ۱ | ۷  | ۳  | ۴+ | ۱۱     |
| حذف شده در مرحله یک‌چهارم نهایی |               |   |      |   |   |   |    |    |    |        |
| ۵                              | ایتالیا       | E | ۵    | ۳ | ۱ | ۱ | ۶  | ۲  | ۴+ | ۱۰     |
| ۶                              | بلژیک         | E | ۵    | ۳ | ۰ | ۲ | ۹  | ۵  | ۴+ | ۹      |
| ۷                              | لهستان        | C | ۵    | ۲ | ۳ | ۰ | ۴  | ۲  | ۲+ | ۹      |
| ۸                              | ایسلند        | F | ۵    | ۲ | ۲ | ۱ | ۸  | ۹  | ۱– | ۸      |
| حذف شده در مرحله یک‌هشتم نهایی  |               |   |      |   |   |   |    |    |    |        |
| ۹                              | کرواسی        | D | ۴    | ۲ | ۱ | ۱ | ۵  | ۴  | ۱+ | ۷      |
| ۱۰                             | اسپانیا       | D | ۴    | ۲ | ۰ | ۲ | ۵  | ۴  | ۱+ | ۶      |
| ۱۱                             | سوئیس         | A | ۴    | ۱ | ۳ | ۰ | ۳  | ۲  | ۱+ | ۶      |
| ۱۲                             | انگلستان      | B | ۴    | ۱ | ۲ | ۱ | ۴  | ۴  | ۰  | ۵      |
| ۱۳                             | مجارستان      | F | ۴    | ۱ | ۲ | ۱ | ۶  | ۸  | ۲– | ۵      |
| ۱۴                             | اسلواکی       | B | ۴    | ۱ | ۱ | ۲ | ۳  | ۶  | ۳– | ۴      |
| ۱۵                             | جمهوری ایرلند | E | ۴    | ۱ | ۱ | ۲ | ۳  | ۶  | ۳– | ۴      |
| ۱۶                             | ایرلند شمالی  | C | ۴    | ۱ | ۰ | ۳ | ۲  | ۳  | ۱– | ۳      |
| حذف شده در مرحله گروهی         |               |   |      |   |   |   |    |    |    |        |
| ۱۷                             | ترکیه         | D | ۳    | ۱ | ۰ | ۲ | ۲  | ۴  | ۲– | ۳      |
| ۱۸                             | آلبانی        | A | ۳    | ۱ | ۰ | ۲ | ۱  | ۳  | ۲– | ۳      |
| ۱۹                             | رومانی        | A | ۳    | ۰ | ۱ | ۲ | ۲  | ۴  | ۲− | ۱      |
| ۲۰                             | سوئد          | E | ۳    | ۰ | ۱ | ۲ | ۱  | ۳  | ۲− | ۱      |
| ۲۱                             | چک            | D | ۳    | ۰ | ۱ | ۲ | ۲  | ۵  | ۳− | ۱      |
| ۲۲                             | اتریش         | F | ۳    | ۰ | ۱ | ۲ | ۱  | ۴  | ۳− | ۱      |
| ۲۳                             | روسیه         | B | ۳    | ۰ | ۱ | ۲ | ۲  | ۶  | ۴– | ۱      |
| ۲۴                             | اوکراین       | C | ۳    | ۰ | ۰ | ۳ | ۰  | ۵  | ۵– | ۰      |

### قهرمان
| قهرمان جام ملت‌های اروپا ۲۰۱۶ |
| ---------------------------- |
| پرتغال                       |
| پرتغال نخستین قهرمانی        |

## گلزنان یورو ۲۰۱۶
۶ گل
- آنتوان گریزمن

۳ گل
- الیویه ژیرو
- دیمیتری پایت
- کریستیانو رونالدو
- نانی
- آلوارو موراتا
- گرت بیل

۲ گل
- روملو لوکاکو
- رجا ناینگولان
- ایوان پریشیچ
- ماریو گومز
- بالاژ جوجاک
- بیرکیر بیارناسون
- کولبین سیگپورسون
- گراتسیانو پله
- یاکوب بلاژی‌کوفسکی
- رابی بردی
- بگدان استانچو
- هال رابسون-کانو

۱ گل
- آرماندو سادیکو
- الساندرو شوپف
- توبی آلدروایرلد
- میشی باتشوایی
- یانیک فرییرا کراسکو
- ادن آزار
- اکسل ویتسل
- نیکولا کالینیچ
- لوکا مودریچ
- ایوان راکیتیچ
- توماش نسید
- میلان اسکودا
- اریک دایر
- وین رونی
- دنیل استوریج
- جیمی واردی
- پل پوگبا
- ژرومه بواتنگ
- یولیان دراکسلر
- شکودران مصطفی
- مسعوت اوزیل
- باستیان شواینشتایگر
- زولتان گرا
- زولتان استیبر
- آدام سالای
- یون دادی بودوارسون
- گیلفی سیگردسون
- رگنار سیگردسون
- آرنور اینگوی تریستاسون
- لئوناردو بونوچی
- جورجو کیه‌لینی
- ادر سیتادین مارتینز
- امانوئله جاکرینی
- گرث مک‌آئولی
- نیال مک‌گین
- روبرت لواندوفسکی
- آرکادیوش میلیک
- ادر
- ریکاردو کوارشما
- رناتو سانچز
- وس هولاهان
- واسیلی برزوتسکی
- دنیس گلوشاکوف
- اوندری دودا
- مارک همشیک
- ولادیمر وایس
- نولیتو
- جرارد پیکه
- آدمیر مهمدی
- فابیان شار
- جردان شقیری
- اوزان توفان
- بوراک ییلماز
- آرون رمزی
- نیل تیلور
- سم ووکز
- اشلی ویلیامز

۱ گل به خودی
- بیرکیر مار سایوارسون (در برابر مجارستان)
- گرث مک‌آئولی (در برابر ولز)
- کیاران کلارک (در برابر سوئد)

منبع: یوفا

## نظم
هر بازیکن به یکی از حالت‌های زیر جریمه می‌شود:
- دریافت کارت قرمز
- دریافت دو کارت زرد در دو بازی مختلف. (پس از پایان مرحله یک چهارم نهایی کل کارت‌های زرد بخشیده می‌شود)

| بازیکن            | اخطار(ها)                                                                                                  | محرومیت(ها)                                     |
| ----------------- | --- | ----------------------------------------------- |
| دویه چوپ          | در مقدماتی مقابل بلغارستان (۱۰ اکتبر ۲۰۱۵)                                                                 | گروه D مقابل ترکیه (بازی روز ۱; ۱۲ ژوئن ۲۰۱۶)   |
| مارک سوچی         | در مقدماتی مقابل هلند (۱۳ اکتبر ۲۰۱۵)                                                                      | گروه D مقابل اسپانیا (بازی روز ۱; ۱۳ ژوئن ۲۰۱۶) |
| لوریک سانا        | در گروه A مقابل سوئیس (روز بازی ۱; ۱۱ ژوئن ۲۰۱۶)                                                           | گروه A مقابل فرانسه (روزی بازی ۲; ۱۵ ژوئن ۲۰۱۶) |
| آلکساندر دراگوویچ | در گروه F مقابل مجارستان (روز بازی ۱; ۱۴ ژوئن ۲۰۱۶)                                                        | گروه F مقابل پرتغال (روز بازی ۲; ۱۸ ژوئن ۲۰۱۶)  |
| بوریم کوکلی       | در گروه A مقابل سوئیس (روز بازی ۱; ۱۱ ژوئن ۲۰۱۶) در گروه A مقابل فرانسه (روز بازی ۲; ۱۵ ژوئن ۲۰۱۶)         | گروه A مقابل رومانی (روز بازی ۳; ۱۹ ژوئن ۲۰۱۶)  |
| آلفرد فینبوگاسن   | در گروه F مقابل پرتغال (روز بازی ۱; ۱۴ ژوئن ۲۰۱۶) در گروه F مقابل مجارستان (روز بازی ۲; ۱۸ ژوئن ۲۰۱۶)      | گروه F مقابل اتریش (روز بازی ۳; ۲۲ ژوئن ۲۰۱۶)   |
| بارتوش کاپوستکا   | در گروه C مقابل ایرلند شمالی (روز بازی ۱; ۱۲ ژوئن ۲۰۱۶) در گروه C مقابل اوکراین (روز بازی ۳; ۲۱ ژوئن ۲۰۱۶) | یک‌هشتم نهایی مقابل سوئیس (۲۵ ژوئن ۲۰۱۶)         |
| انگولو کانته      | در گروه A مقابل آلبانی (روز بازی ۲; ۱۵ ژوئن ۲۰۱۶) در یک‌هشتم نهایی مقابل جمهوری ایرلند (۲۶ ژوئن ۲۰۱۶)       | یک چهارم نهایی مقابل ایسلند (۳ ژوئیه ۲۰۱۶)      |
| عادل رامی         | در گروه A مقابل سوئیس (روز بازی ۳; ۱۹ ژوئن ۲۰۱۶) در یک‌هشتم نهایی مقابل جمهوری ایرلند (۲۶ ژوئن ۲۰۱۶)        | یک چهارم نهایی ایسلند (۳ ژوئیه ۲۰۱۶)            |
| توماس فرمایلن     | در گروه E مقابل جمهوری ایرلند (روز بازی ۲; ۱۸ ژوئن ۲۰۱۶) در یک‌هشتم نهایی مقابل مجارستان (۲۶ ژوئن ۲۰۱۶)     | یک چهارم نهایی مقابل ولز (۱ ژوئیه ۲۰۱۶)         |
| تیاگو موتا        | در گروه E مقابل پرتغال (روز بازی ۱; ۱۳ ژوئن ۲۰۱۶) در یک‌هشتم نهایی مقابل اسپانیا (۲۷ ژوئن ۲۰۱۶)             | یک چهارم نهایی مقابل آلمان (۲ ژوئیه ۲۰۱۶)       |
| ویلیام کاروالیو   | در یک‌هشتم نهایی مقابل کرواسی (۲۵ ژوئن ۲۰۱۶) در یک چهارم نهایی مقابل لهستان (۳۰ ژوئن ۲۰۱۶)                  | نیمه نهایی مقابل ولز (۶ ژوئیه ۲۰۱۶)             |
| بن دیویس          | در گروه B مقابل انگلستان (روز بازی ۲; ۱۶ ژوئن ۲۰۱۶) در یک چهارم مقابل بلژیک (۱ ژوئیه ۲۰۱۶)                 | نیمه نهایی مقابل پرتغال (۶ ژوئیه ۲۰۱۶)          |
| آرون رمزی         | در یک‌هشتم نهایی مقابل ایرلند شمالی (۲۵ ژوئن ۲۰۱۶) در یک چهارم مقابل بلژیک (۱ ژوئیه ۲۰۱۶)                   | نیمه نهایی مقابل پرتغال (۶ ژوئیه ۲۰۱۶)          |

## درآمد

### آرم و شعار
لوگو رسمی مسابقات در ۲۶ ژوئن ۲۰۱۳ طی یک مراسم در پاریس رونمایی شد.

### بازی ویدئویی
بازی‌های ویدئویی جام ملت‌های اروپا ۲۰۱۶ توسط کونامی به عنوان محتوای قابل دانلود رایگان در فوتبال تکاملی حرفه‌ای ۲۰۱۶ منتشر شد.

### نماد
نماد در تاریخ ۱۸ نوامبر ۲۰۱۴ به نام سوپر ویکتور رونمایی شد. او دربارهٔ کودکی که با لباس فرانسه و با یک شنل قرمز که در پشت آن لوگو طراحی شده‌است.

### پشتیبان‌های مالی
| حامیان مالی رسمی | حامیان رسمی                                          |
| --- | ---------------------------------------------------- |
| \| - آدیداس - کارلزبرگ - کوکاکولا - کونتیننتال آ گ - هیوندای-کیا \| - مک‌دونالد - اورانژ اس.ای. - سوکار - ترکیش ایرلاینز \| | - کردیت اگریکول - فرانسه دی جسوس - پرومان - اس‌ان‌سی‌اف |
| - آدیداس - کارلزبرگ - کوکاکولا - کونتیننتال آ گ - هیوندای-کیا                                                              | - مک‌دونالد - اورانژ اس.ای. - سوکار - ترکیش ایرلاینز  |

### توپ بازی‌ها
در تاریخ ۱۲ نوامبر ۲۰۱۵ توپ مسابقات به نام بو ژو، توسط بازیکن سابق فرانسه زین‌الدین زیدان رونمایی شد.